# Halové jevy

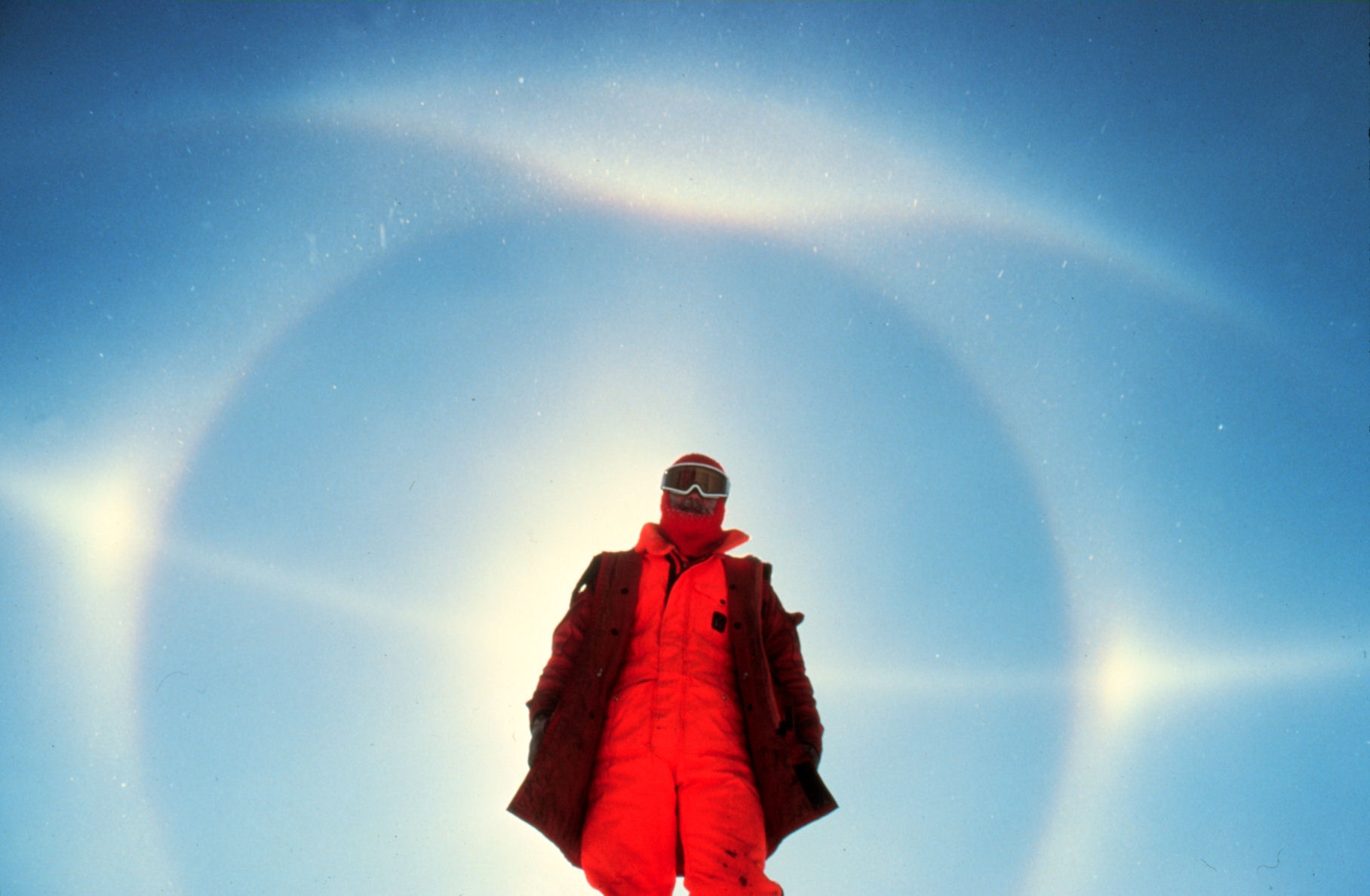
Ukázka několika halových jevů

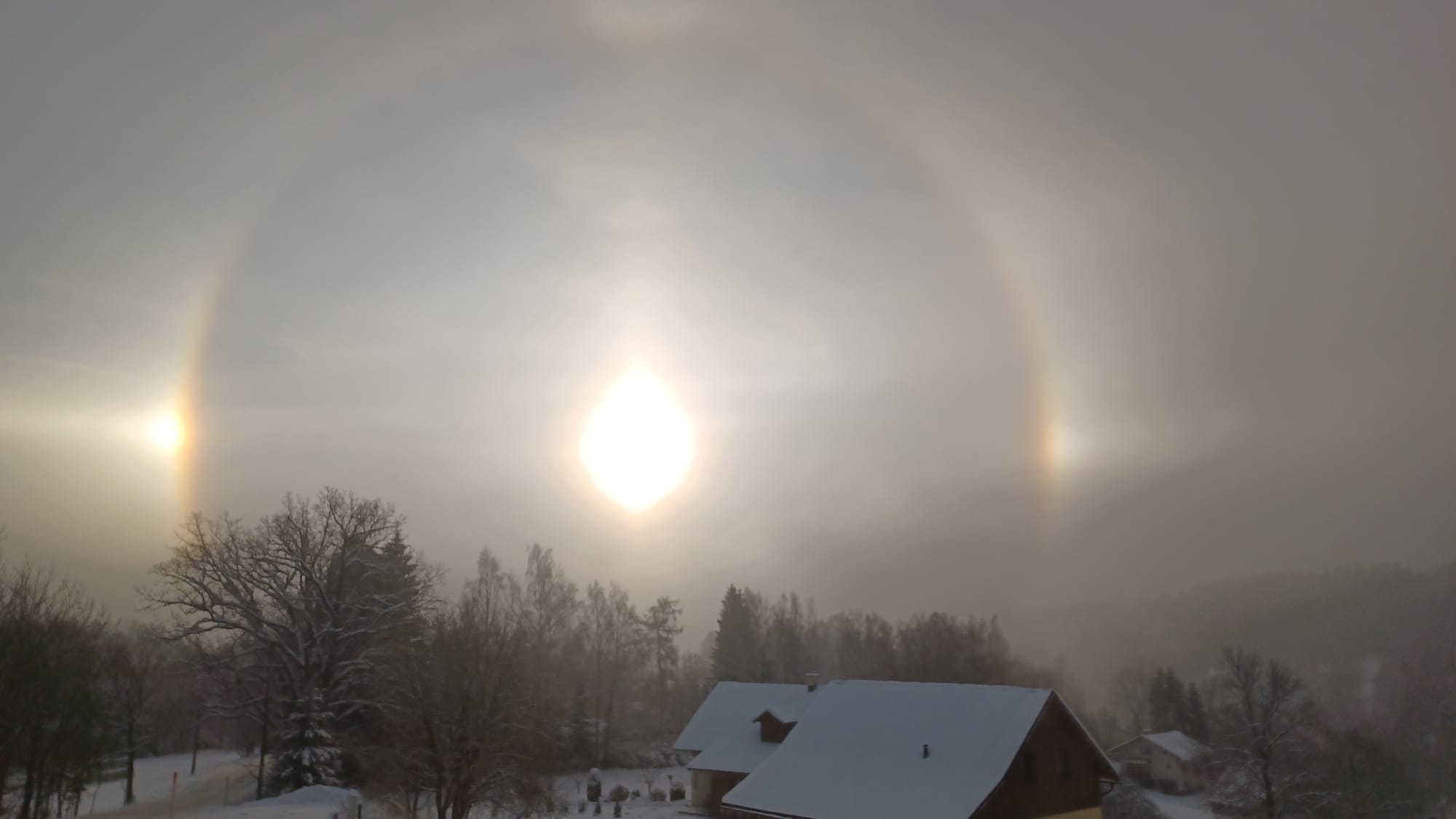
Halový jev, Jizerské hory, prosinec 2022

Halové jevy, zkráceně halo, jsou optické úkazy, které vznikají odrazem, lomem či difrakcí slunečních respektive měsíčních paprsků díky drobným ledovým krystalkům v atmosféře. Aby došlo ke vzniku těchto úkazů, je zapotřebí, aby krystalky ledu měly tvar šestiboké destičky nebo hranolku. Halové jevy nejčastěji spatříme, pokud oblohu z větší části pokrývají oblaka typu cirrostratus. Jedná se o fotometeory.

## Historie
Halové jevy jako první popsal a pojmenoval Aristoteles již ve 4. století př. n. l. Fyzikální výklad těchto jevů pochází od René Descarta a jejich první soubornou teorii sepsal další francouzský fyzik Edme Mariotte.

## Diamantový prach
Za chladných zimních nocí nebo dnů mohou halové jevy vzniknout také na krystalcích v přízemní vrstvě ovzduší. Pokud je vlhkost dostatečně vysoká a teplota se pohybuje pod bodem mrazu, mohou se přechlazené kapky za přítomnosti krystalizačních jader transformovat v ledové krystaly o tvaru šestibokého sloupku nebo destičky a způsobit tak za přítomnosti světla halové jevy.

## Druhy halových jevů
- 6° halo
- 9° halo (Van Buijsenovo halo)
- 12° halo
- 18° halo (Rankinovo halo)
- 20° halo (Burneyovo halo)
- 22° halo (malé halo) – nejobvyklejší
- 23° halo (Barkowovo halo)
- 24° halo (Dutheilovo halo)
- 35° halo (Feuilleeovo halo)
- 46° halo (velké halo)
- Halový sloup
- Parhelium
- Tečný (tangenciální) oblouk
- Cirkumzenitální oblouk
- Parhelický (resp. parselenický) kruh
- Supralaterální oblouk
- Infralaterální oblouk
- Parryho oblouk

## Galerie

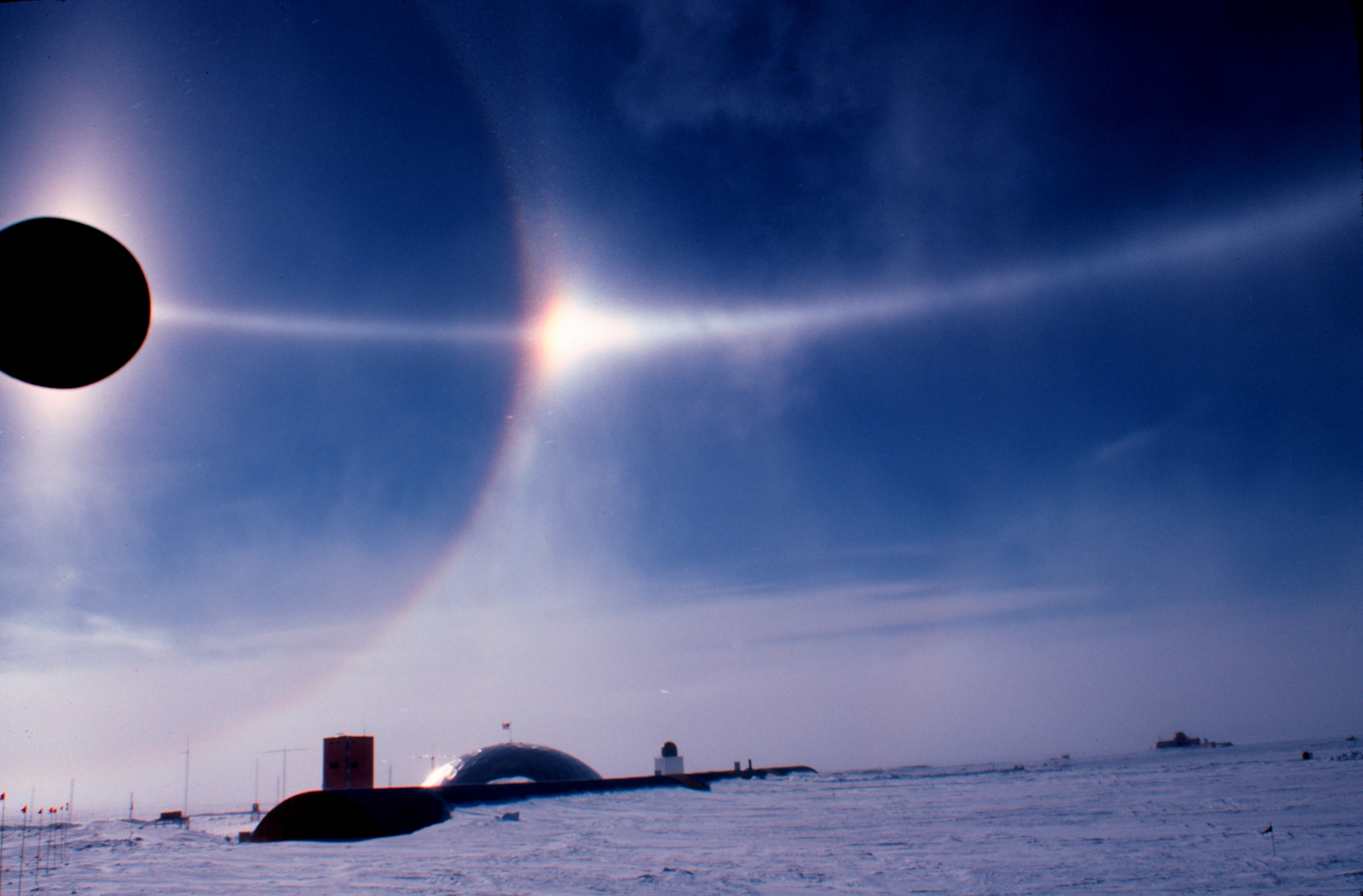
Halové jevy na jižním pólu
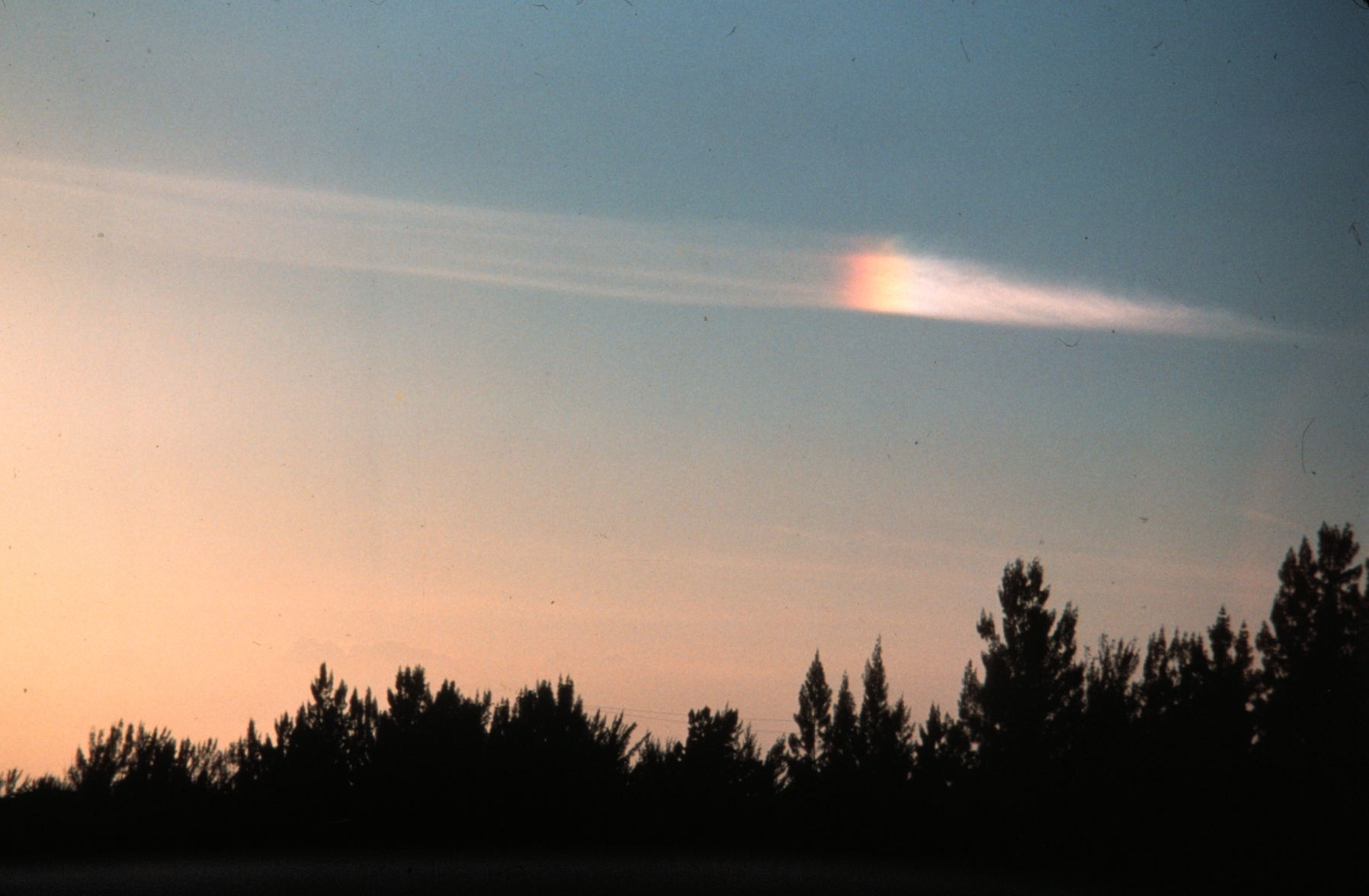
Parhélium (vedlejší Slunce)
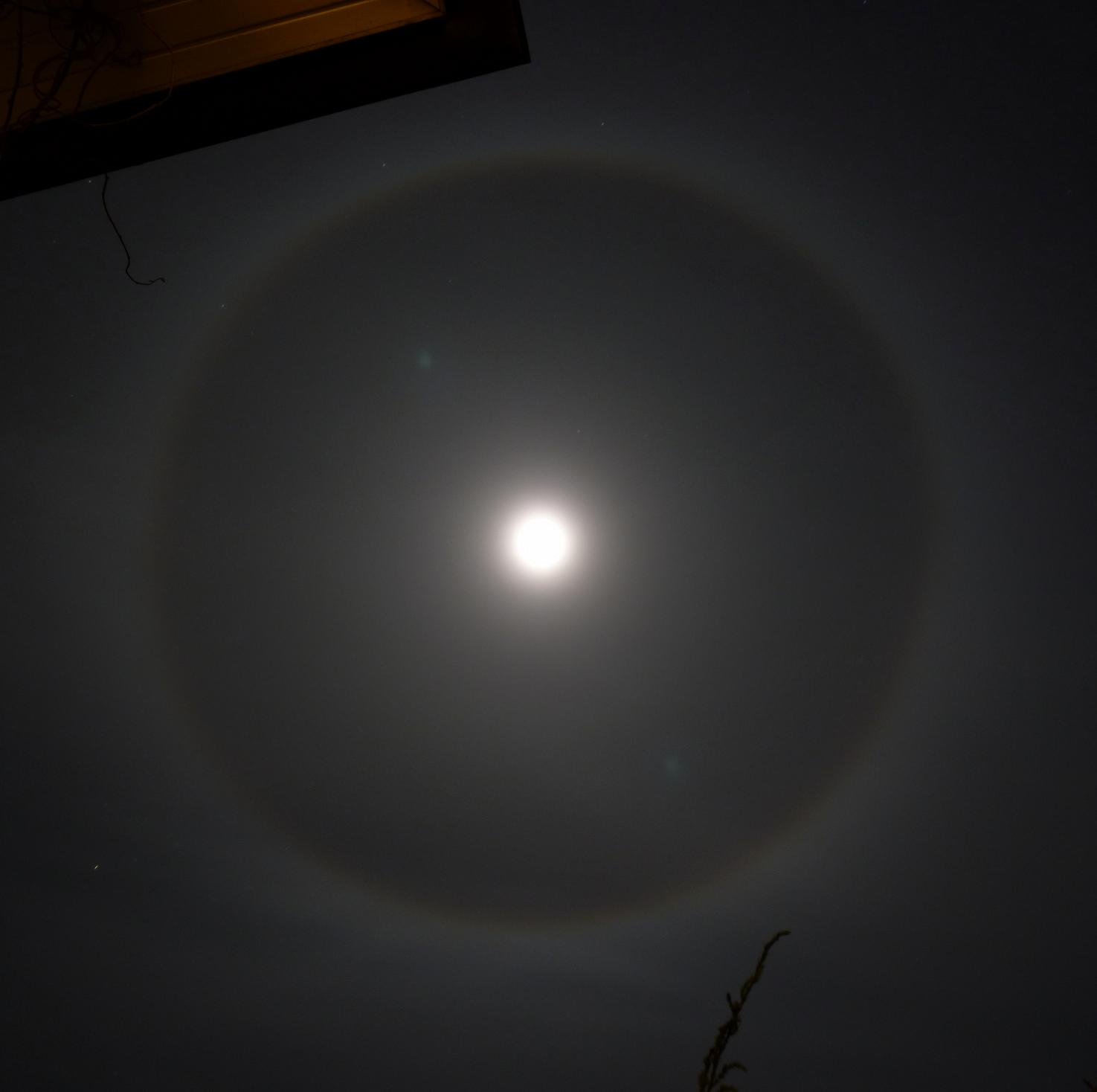
Malé halo kolem Měsíce